# Waganowa-Ballettakademie

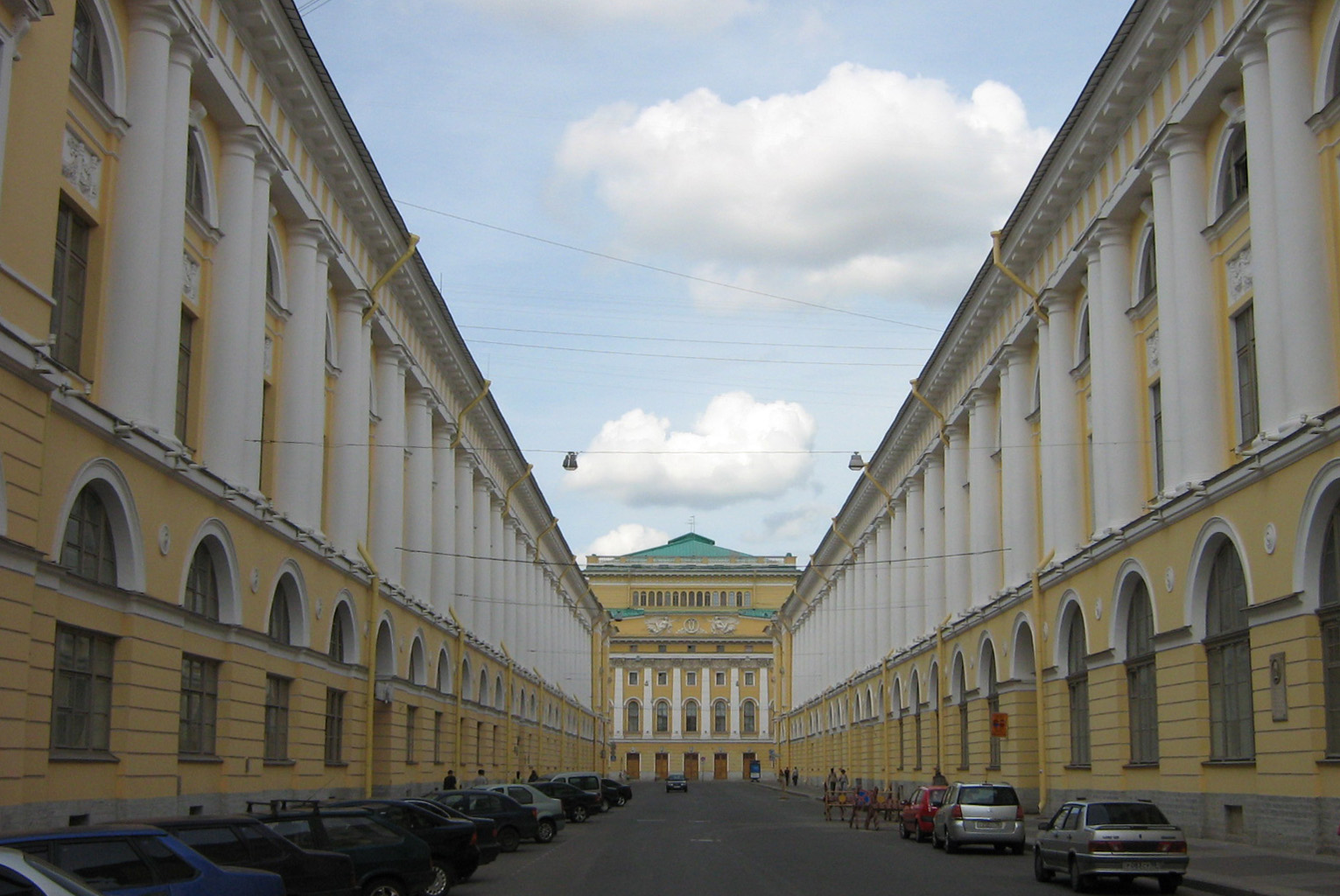
Rossi-Straße, Sankt Petersburg, die Waganowa-Ballettakademie befindet sich im rechten Gebäude

Die Waganowa-Ballettakademie (russisch Академия русского балета им. А. Я. Вагановой) ist die Ballettschule des Sankt Petersburger Mariinski-Theaters und des Kirow-Balletts. Sie zählt zu den berühmtesten und einflussreichsten Ballettschulen der Welt.

## Geschichte

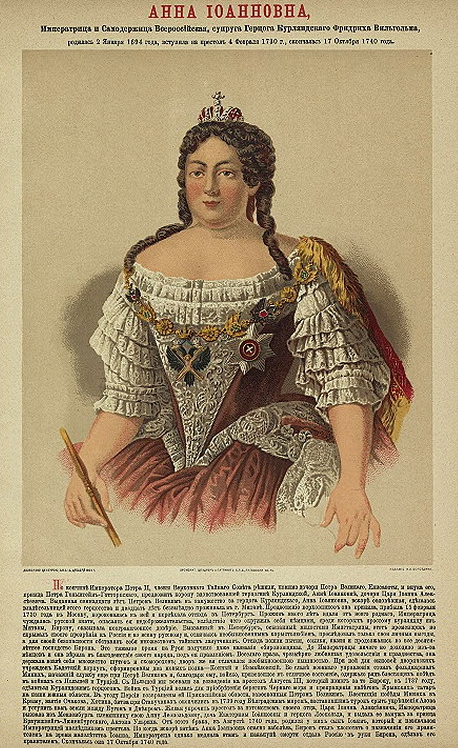
Zarin Anna Iwanowna

Agrippina Jakowlewna Waganowa

Die Schule wurde am 4. Mai 1738 von Zarin Anna Iwanowna als Kaiserliche Theaterschule gegründet. Der französische Ballettmeister Jean-Baptiste Lande war der erste Schulleiter. Die ersten Schüler, zwölf Jungen und zwölf Mädchen, wurden in der Eremitage unterrichtet. Ziel der Zarin war es, Russlands erste professionelle Tanzkompanie zu formieren, das Kaiserlich-Russische Ballett, Vorläufer des heutigen Kirow-Balletts.
Nahezu alle an der Schule beschäftigten Lehrer kamen aus Westeuropa. Die bekanntesten unter ihnen waren Enrico Cecchetti, Pierina Legnani und Marius Petipa.
Seit 1836 befindet sich die Schule in der Rossi-Straße, St. Petersburg. Im Zuge der Russischen Revolution 1917 wurde die Schule von der Russischen Regierung aufgelöst und als Staatliche Choreografieschule Leningrad wiedereröffnet.
Die wohl einflussreichste Lehrerin der Schule war die Ballerina Agrippina Waganowa. Sie begann 1920 als Lehrerin und wurde 1934 Leiterin des Choreografischen Instituts Leningrad. Sie ist die Begründerin der Waganowa-Methode. Zu dem Lehrern bzw. Leitern der Waganowa-Schule gehörte auch Alexander Iwanowitsch Puschkin, unter dessen Leitung etwa der deutsche Solo-Tänzer und Schauspieler (am Theater der Stadt Heidelberg) Harald Beutelstahl (* 1936 in München) einen Teil seiner Ausbildung absolvierte.
Im Jahr 1956, sechs Jahre nach Waganowas Tod, wurde die Schule ihr zu Ehren in Waganowa-Ballettakademie umbenannt.

## Gegenwart
Gegenwärtiger Schulleiter der Waganowa-Ballettakademie ist Nikolay Tsiskaridze, die Künstlerische Leitung hat die ehemalige Primaballerina des Kirow-Balletts  Zhanna Ayupova inne.
Die Schüler der Waganowa-Ballettakademie müssen vor ihrer Aufnahme strenge Aufnahmeprüfungen durchlaufen, in deren Verlauf körperliche Eignung, Musikalität und Bewegungstalent geprüft werden. Jährlich bewerben sich weit über 3000 Kinder im Alter von 10 Jahren, von denen 60 aufgenommen werden. Davon bestehen letztlich um die 25 Schüler nach 8 Ausbildungsjahren die Absolventenprüfung.
Am Ende ihrer Ausbildung tanzen die Studenten des Abschlussjahrgangs eine Gala-Aufführung. Die besten Studenten erhalten einen Vertrag beim Mariinski-Theater.

## Absolventen

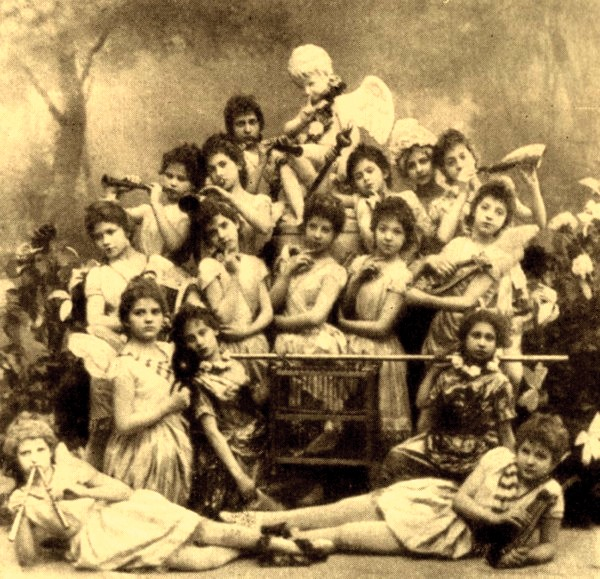
Ballettklasse der Kaiserlichen Theaterschule Sankt Petersburg, 1891

- George Balanchine
- Mikhail Baryshnikov
- Michel Fokine
- Tamara Karsavina
- Vaslav Nijinsky
- Bronislava Nijinska
- Rudolf Nurejew
- Anna Pawlowa
- Swetlana Jurjewna Sacharowa
- Galina Ulanowa
- Natalja Makarowa
- Konstantin Sergejew
- Wachtang Tschabukiani
- Diana Wischnjowa
- Maria Khoreva